# 3368 Duncombe
3368 Duncombe (1985 QT) là một tiểu hành tinh nằm phía ngoài của vành đai chính được phát hiện ngày 22 tháng 8 năm 1985 bởi Bowell, E. ở Flagstaff (AM).